# Flore de la Nouvelle Calédonie et Dépendances
Flore de la Nouvelle Calédonie et Dépendances (abreviado Fl. Nouv. Calédonie Dépend.) fue una revista ilustrada con descripciones botánicas que fue editada por el Museo Nacional de Historia Natural de Francia. Fueron publicados 18 números en los años 1967-1992. Fue sustituida por Flore de la Nouvelle-Calédonie.